# Houdain-lez-Bavay
Houdain-lez-Bavay és un municipi francès, situat a la regió dels Alts de França, al departament del Nord. L'any 2006 tenia 849 habitants.

## Demografia
| 1962                                       | 1968 | 1975 | 1982 | 1990 | 1999 |
| ------------------------------------------ | ---- | ---- | ---- | ---- | ---- |
| 861                                        | 887  | 817  | 802  | 890  | 911  |
| Des de 1962: població sense dobles comptes |      |      |      |      |      |

## Administració
| Període | Identitat   | Partit |
| ------- | ----------- | ------ |
| 2001-   | Alain Ruter |        |